# Sandro Tonali
Sandro Tonali (Lodi, 8 de maio de 2000) é um futebolista italiano que atua como meio-campista. Atualmente joga pelo Newcastle e pela Seleção Italiana.

## Carreira

### Brescia
Tonali estreou profissionalmente no Brescia Calcio em 26 de agosto de 2017, aos 17 anos, entrando como substituto na derrota por 2 a 1 com o Avellino pela Série B. Em 28 de abril de 2018, ele marcou seu primeiro gol profissionalmente, derrotando por 4 a 2 o Salernitana na Série B. Ele obteve 19 aparições na liga no total durante sua primeira temporada como jogador profissional, marcando dois gols e fornecendo duas assistências durante a temporada de 2017–18 da Série B.
Na temporada seguinte, Tonali ganhou o título da Série B com o Brescia e conseguiu a promoção para a Série A, apresentando-se como titular do clube durante toda a temporada 2018–19.
Ele estreou na Serie A em 25 de agosto de 2019, aos 19 anos, em uma vitória fora de 1-0 contra o Cagliari. Em 29 de setembro de 2019, ele deu uma assistência ao gol de Mario Balotelli no escanteio na derrota por 2 a 1 para o Napoli; ele também marcou um gol durante a partida com um chute forte de fora da área, que foi desaprovado por VAR, no entanto, por uma falta de Dimitri Bisoli do Brescia sobre Nikola Maksimović do Napoli. Ele marcou seu primeiro gol na Série A em 26 de outubro de 2019, marcando um excelente chute livre de longo alcance no canto superior do flanco esquerdo, que foi o gol de abertura de uma derrota por 3 a 1 para o Genoa.
Tonali deixou o Brescia após três temporadas como jogador profissional, ele fez 89 partidas, marcando 7 gols.

### Milan

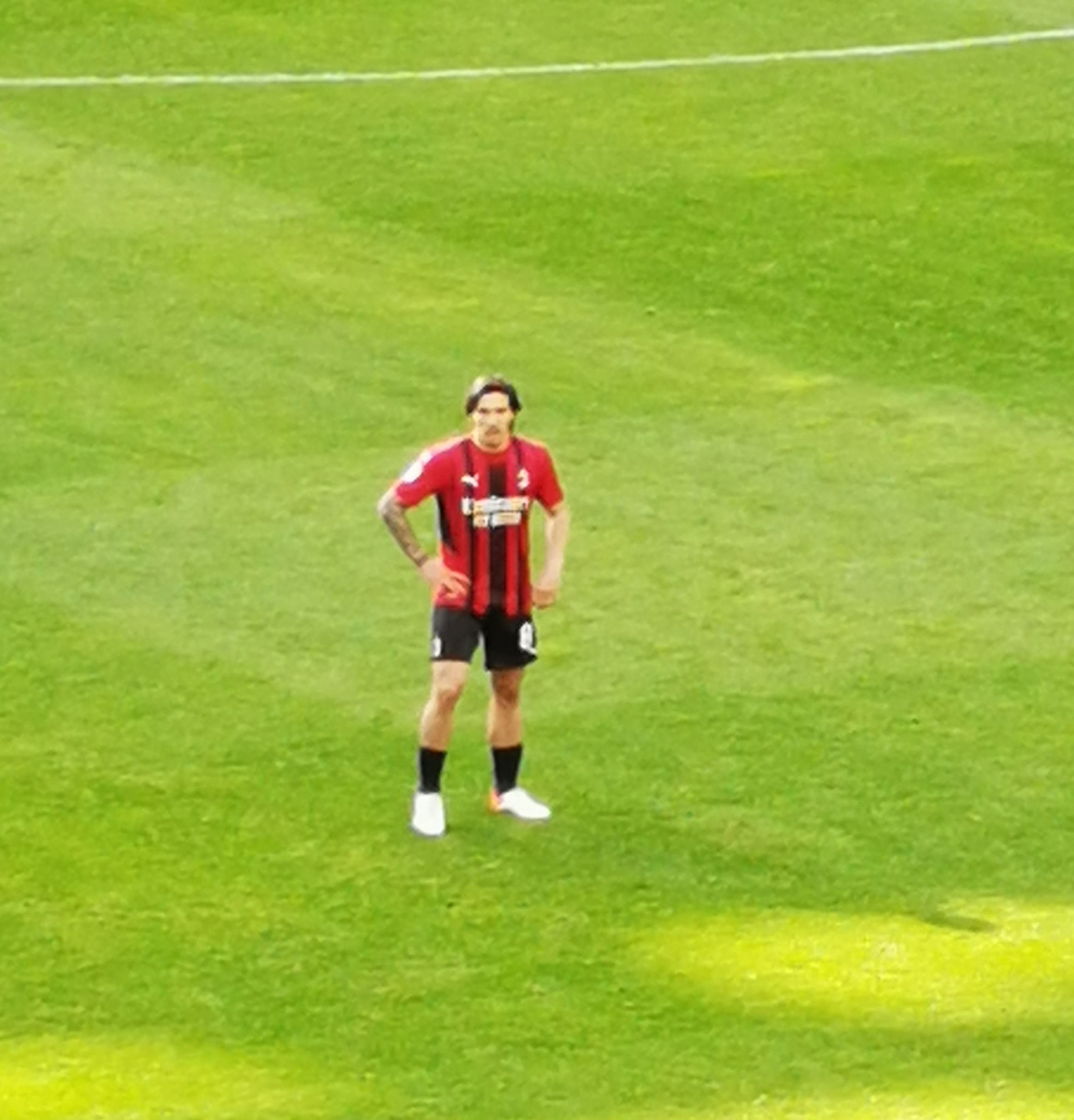
Tonali jogando pelo Milan durante partida contra a Sampdoria em 2022

Em 9 de setembro de 2020, foi anunciado o empréstimo de uma temporada de Sandro Tonali ao Milan, por cerca de 10 milhões de euros e com opção de compra no final da temporada 2020-21. Estreou-se pelo Milan e nas copas europeias no dia 17 de setembro, aos 20 anos, substituindo Ismaël Bennacer na partida válida pela segunda fase classificatória da Liga Europa venceu por 2 a 0 o Shamrock Rovers em Dublin.
Tonali teve uma primeira temporada abaixo da expectativa, ele foi frequentemente utilizado na Liga Europa e com discreta continuidade no campeonato, ele terminou a temporada com 37 jogos no geral.
Em 8 de julho de 2021, após uma retratação dos termos do contrato com o Brescia, foi contratado em definitivo pelo Milan.
Tonali deixou o Milan com o título do Campeonato Italiano de 2021/22. Em três temporadas, ele somou 130 jogos, com sete gols e 11 assistências.

### Newcastle
Tonali foi anunciado no dia 3 de julho de 2023. A transferência, no valor de 70 milhões de euros (R$ 364 milhões) segundo a imprensa europeia, é a maior de um jogador italiano na história, e também recorde do clube rubro-negro.Sandro Tonali fez sua primeira aparição com a camisa do Newcastle em um amistoso de pré-temporada contra o Rangers,  vitória por 2 a 1 em Ibrox no dia 18 de julho de 2023.

## Envolvimento com apostas esportivas
Em 18 de outubro de 2023, Newcastle anunciou que Tonali estava sendo investigado pelo Ministério Público italiano e pela Federação Italiana de Futebol em relação a supostas atividades ilegais de apostas. Em outubro de 2023, Tonali foi banido do futebol por dez meses após burlar as regras de apostas na Itália. Além disso, Tonali também terá que passar por um "programa de recuperação" de oito meses, fazendo tratamento contra ludopatia (vício em apostas e jogos de azar) e dando palestras a jovens jogadores sobre o tema. Isso significava que ele perderia o resto da temporada e a UEFA Euro 2024.

## Títulos
Brescia
- Campeonato Italiano – Série B: 2018–19

Milan
- Campeonato Italiano: 2021–22

Newcastle
- Copa da Liga Inglesa: 2024–25

## Prêmios individuais
- Time ideal Serie A: 2022–23[24]